# Copiii căpitanului Grant
Copiii căpitanului Grant (în franceză Les Enfants du capitaine Grant) este un roman reprezentativ al lui Jules Verne, apărut în 1868. El a fost serializat în Magasin d'Éducation et de Récréation între 20 decembrie 1865 și 5 decembrie 1867, apoi a fost publicat în trei volume, pe 23 iunie 1868.

## Rezumat
Cartea descrie aventurile unui grup foarte variat, pe parcursul căutării căpitanului Harry Grant, de pe nava Britannia. Găsind în pântecele unui rechin masiv, capturat din ocean, o sticlă cu o cerere disperată de ajutor, lansată chiar de căpitanul Grant după ce nava sa naufragiase, lordul și lady Glenarvan din Scoția dau un anunț la ziar, reușind astfel să intre în legătură cu Mary și Robert, cei doi copii ai acestuia. Impresionați de starea copiilor, lordul și soția sa hotărăsc să se îmbarce într-o expediție de salvare. Marea problemă este că pe hârtia mesajului coordonatele naufragiului fuseseră șterse parțial, astfel încât nu se cunoștea decât latitudinea (37 de grade); astfel, expediția ar trebui să facă înconjurul pământului de-a lungul celei de-a 37 paralele Sud. Mesajul mai conține câteva indicii sub forma unor cuvinte în trei limbi: engleză, franceză și germană. Textul este lacunar, chiar și după coroborarea celor trei texte, cărora li se dau diverse interpretări pe parcursul cărții, în încercarea de a afla locul unde a naufragiat căpitanul Grant.
Lord Glenarvan se dedică cu trup și suflet acțiunii de căutare a căpitanului Grant; împreună cu soția lui, cu copiii lui Grant și cu echipajul iahtului său, numit Duncan, acesta se îndreaptă mai întâi spre America de Sud. Căutării i se alătură un pasager neprevăzut, geograful francez Jacques Paganel, care pierduse vaporul lui de India, urcându-se din greșeală pe Duncan. Explorează cu toții Patagonia, insula Tristan da Cunha, insula Amsterdam și Australia.
În Australia întâlnesc un fost intendent de pe vasul Britannia, pe nume Ayrton, care se oferă să îi conducă la locul naufragiului. Însă Ayrton este de fapt un impostor, care nu era prezent în momentul avarierii navei pentru că fusese abandonat anterior în Australia, după ce încercase fără succes să acapareze nava pentru a o folosi în vederea pirateriei. Ayrton încearcă să pună mâna și pe Duncan, dar, printr-un mare noroc, nu reușește. Însă soții Glenarvan, copiii căpitanului Grant, Paganel și câțiva marinari rămân în Australia și, având impresia greșită că vasul Duncan fusese capturat, se îndreaptă spre Auckland, Noua Zeelandă, de unde vor să se întoarcă în Europa. Nava lor naufragiază în sudul Auckland-ului, pe coasta Noii Zeelande și sunt capturați de un trib Māori, dar reușesc cu noroc să scape și se îmbarcă pe o navă care, spre marea lor mirare, se dovedește a fi chiar Duncan.
Ayrton, ajuns acum prizonier, se oferă să le spună tot ce știe despre căpitanul Grant, iar în schimb ei să îl abandoneze pe o insulă pustie în loc să-l predea autorităților engleze. Duncan se îndreaptă acum spre insula Tabor, care, printr-o uriașă și fericită coincidență, se dovedește a fi adăpostul căpitanului Grant. Acolo îl lasă pe Ayrton în locul căpitanului, să trăiască printre fiare și să își recapete astfel, în mod paradoxal, latura umană. Ayrton reapare într-un roman ulterior al lui Jules Verne, Insula misterioasă.

### Capitolele cărții
| - Capitolul I. - Balance-Fish - Capitolul II. - Cele trei documente - Capitolul III. - Malcolm-Castle - Capitolul IV. - O propunere a Lady-ei Glenarvan - Capitolul V. - Plecarea vasului Duncan - Capitolul VI. - Pasagerul din cabina nr. 6 - Capitolul VII. - De unde vine și unde se duce Jacques Paganel - Capitolul VIII. - Încă un om de ispravă la bordul Duncan-ului - Capitolul IX. - Strâmtoarea Magellan - Capitolul X. - Paralela 37 - Capitolul XI. - Străbătând Chile - Capitolul XII. - În văzduh, la douăsprezece mii de picioare - Capitolul XIII. - Coborârea de pe Cordilieri - Capitolul XIV. - Împușcătura providențială - Capitolul XV. - Spaniola lui Jacques Paganel - Capitolul XVI. - Rio Colorado - Capitolul XVII. - În Pampas - Capitolul XVIII. - În căutare de provizii și de apă dulce - Capitolul XIX. - Lupii roșii - Capitolul XX. - Câmpiile argentiniene - Capitolul XXI. - Fortul Independenței - Capitolul XXII. - Năvala apelor - Capitolul XXIII. - Viață de pasăre - Capitolul XXIV. - În care călătorii duc mai departe o viață de păsări - Capitolul XXV. - Între foc și apă - Capitolul XXVI. - Atlanticul - Capitolul I. - Întoarcerea la bord - Capitolul II. -Tristan D'Acunha - Capitolul III. - Insula Amsterdam - Capitolul IV. - Pariurile lui Jacques Paganel și ale maiorului Mac Nabbs - Capitolul V. - Involburarile Oceanului Indian - Capitolul VI. - Capul Bernouilli - Capitolul VII. - Ayrton - Capitolul VIII. - Plecarea - Capitolul IX. - Provincia Victoria | - Capitolul X. - Râul Wimmera - Capitolul XI. - Burke și Stuart - Capitolul XII. - Calea ferată de la Melbourne la Sandhurst - Capitolul XIII. - Premiul întâi la geografie - Capitolul XIV. - Minele din Muntele Alexandru - Capitolul XV. - Australian and New Zealand Gazette - Capitolul XVI. - Maiorul susține că sunt maimuțe - Capitolul XVII. - Ciobanii milionari - Capitolul XVIII. - Alpii Australieni - Capitolul XIX. - O lovitură de teatru - Capitolul XX. - Aland! Zealand! - Capitolul XXI. - Patru zile de groază - Capitolul XXII. - Eden - Capitolul I. - Macquarie - Capitolul II. - Trecutul țării spre care se îndreptau călătorii - Capitolul III. - Masacrele din Noua Zeelandă - Capitolul IV. - Stâncile submarine - Capitolul V. - Mateloții improvizați - Capitolul VI. - În care canibalismul este tratat în mod teoretic - Capitolul VII. - Călătorii acostează în sfârșit la țărmul de care ar fi trebuit să se ferească - Capitolul VIII. - Evenimentele la zi în țara în care se aflau călătorii - Capitolul IX. - Treizeci de mile spre nord - Capitolul X. - Fluviul Național - Capitolul XI. - Lacul Taupo - Capitolul XII. - Funeraliile unui șef maor - Capitolul XIII. - Ultimele ore - Capitolul XIV. - Muntele Tabu - Capitolul XV. - Marile mijloace ale lui Paganel - Capitolul XVI. - Între două focuri - Capitolul XVII. - De ce Duncan plutea pe coasta de est a Noii Zeelande - Capitolul XVIII. - Ayrton, sau Ben Joyce? - Capitolul XIX. - O învoială - Capitolul XX. - Un strigăt în noapte - Capitolul XXI. - Insula Tabor - Capitolul XXII. - Ultima zăpăceală a lui Jacques Paganel |

## Referiri reale la istorie, geografie și știința contemporană
Ca și în alte romane (cum sunt Căpitan la cincisprezece ani sau Minunatul Orinoco), Jules Verne întreprinde o sinteză a cunoștințelor de ordin general legate de o anumită arie geografică. În cazul de față, este vorba de ocolul Pământului la sud de Ecuator, de-a lungul paralelei sudice de 37°. Sunt vizitate America de Sud, Oceania, Australia. Africa este omisă, deoarece Capul Bunei Speranțe, punctul ei cel mai sudic, este situat la 34°21′29″ latitudine sudică.
La trecerea prin Australia autorul prezintă intensa activitate de căutare a aurului — «gold rush» - care i-a animat pe aventurieri de-a lungul secolului XIX (mai puțin secolul trecut), în Africa de Sud, California, Alaska și Australia.
În America de Sud sunt interesante referințele de botanică și entomologie legate de persoana distratului savant Paganel.

## Teme abordate în roman
- Căutarea persoanei iubite (temă prezentă și în Doamna Branican);
- Pasiunea pentru geografie și pentru călătorii (prin intermediul personajului Paganel);
- Explorarea teritoriilor necunoscute;
- Antropofagia;
- Grija pentru pedagogie, reprezentată de Paganel (în special în episodul memorabil al cursului de geografie predat lui Toliné)
- Mineralogia (vizitarea unei colecții de minerale) - temă prezentă și în O călătorie spre centrul Pământului

## Lista personajelor
| - Tom Austin - Ayrton, cunoscut sub pseudonimul Ben Joyce - Thomas Banks - Joe Bell - J. R. Bentock - Calfoucoura - Catriel - Lord Edward Glenarvan - Lady Helena Glenarvan | - Căpitanul Harry Grant - Mary Grant - Robert Grant - dl. Halbert - Will Halley - Hihy - Manuel Ipharaguerre - Dna. Ipharaguerre - Kara-Tété | - Bob Learce - Maiorul Mac Nabbs - Căpitanul John Mangles - Mulrady - Dl. Olbinett - Dna. Olbinett - Jacques Paganel - Michel Patterson | - Sandy Patterson - Thalcave - Thaouka - Toliné - William Tuffnel - M. Viot - Wilson - Yanchetruz |

## Adaptări
- 1877 - Los sobrinos del Capitán Grant - zarzuela comică spaniolă, de Miguel Ramos Carrión și Manuel Fernández Caballero.
- 1936 - Дети капитана Гранта (Deti kapitana Granta) film sovietic în regia lui Vladimir Vainștok, cu Nikolai Cerkasov, coloana sonoră fiind compusă de Isaak Dunaievski. Filmul a fost lansat în SUA cu titlul Captain Grant's Children. (vezi Deti kapitana Granta la Internet Movie Database).
- 1962 - In Search of the Castaways - film american în regia lui Robert Stevenson, cu Maurice Chevalier, Hayley Mills și George Sanders. Melodiile care au format coloana sonoră au fost compuse de Frații Sherman și includ: „Castaway”, „Enjoy It!”, „Let's Climb”, „Merci Beaucoup”. (vezi In Search of the Castaways la Internet Movie Database).
- 1984 - Copiii căpitanului Grant - teatru radiofonic pe disc de vinil lansat de Electrecord, România, dramatizare de Mircea Stoian.
- 1985 - În căutarea căpitanului Grant (В поисках капитана Гранта, „Децата на капитан Грант”) - coproducție bulgaro-sovietică, miniserial de televiziune în regia lui Stanislav Govoruhin, cu Nikolai Eriomenko jr., Lembit Ulfsak, Aleksandr Abdulov, Kosta Țonev, Anea Penceva. (vezi V poiskakh kapitana Granta la Internet Movie Database)

## Traduceri în limba română
- cca 1940 - Copiii căpitanului Grant (3 vol.), Ed. Cugetarea
- 1950 - Copiii căpitanului Grant, Ed. Tineretului, traducere Razvan Ancut .
- 1955 - Copiii căpitanului Grant, Ed. Tineretului, traducere M. Petroveanu
- 1958 - Copiii căpitanului Grant, Ed. Tineretului, traducere M. Petroveanu
- 1969 - Copiii căpitanului Grant, Ed. Tineretului, colecția "Cutezătorii", traducere M. Petroveanu și C. Toescu, 558 pag.
- 1972 - Copiii căpitanului Grant (2 vol.), Ed. Ion Creangă, colecția "Biblioteca pentru toți copiii", nr. 18-19, traducere M. Petroveanu și C. Toescu, 760 pag.
- 1981 - Copiii căpitanului Grant (2 vol.), Ed. Ion Creangă, colecția "Jules Verne", nr. 28-29, traducere M. Petroveanu și C. Toescu, 508 pag.
- 1984 - Copiii căpitanului Grant (2 vol.), Ed. Ion Creangă, colecția "Jules Verne", nr. 28-29, traducere M. Petroveanu și C. Toescu, 508 pag.
- 1990 - Copiii căpitanului Grant, Ed. Venus, 500 pag.
- 1997 - Copiii căpitanului Grant (2 vol.), Ed. Litera, 624 pag., 9975-74-023-5
- 1997 - Copiii căpitanului Grant, Ed. Regis, 496 pag., ISBN 973-9885-01-2
- 2002 - Copiii căpitanului Grant, Ed. Corint, traducere Mihail Petroveanu, 496 pag., ISBN 973-653-246-1
- 2003 - Copiii căpitanului Grant (2 vol.), Ed. Cartex 2000, traducere M. Petroveanu și C. Toescu, 496 pag., ISBN 973-8202-73-6
- 2004 - Copiii căpitanului Grant, Ed. Corint Junior, 800 pag., ISBN 973-86887-0-1
- 2004 - Copiii căpitanului Grant (3 vol.), Ed. Prut International, traducere Mihail Petroveanu și C. Toescu, 676 pag., ISBN 978-9975-69-581-7, 978-9975-69-582-4 și 9975-69-583-3
- 2006 - Copiii căpitanului Grant, Ed. Herra, 576 pag., ISBN 973-7923-40-5
- 2006 - Copiii căpitanului Grant, Ed. Maxim Bit, 368 pag., ISBN 978-973-8976-48-1
- 2007 - Copiii căpitanului Grant, Ed. Corint Junior, traducere Manuela Coravu, 536 pag., ISBN 973-7789-24-5
- 2008 - Copiii căpitanului Grant (2 vol.), Ed. Eduard, 256 pag., ISBN 978-973-1820-20-0
- 2009 - Copiii căpitanului Grant, Ed. Cartier, colecția "Cartier popular", traducere Cezar Sandu-Titu, 888 pag., ISBN 978-9975-79-576-0
- 2010 - Copiii căpitanului Grant (2 vol.), Ed. Adevărul, Colecția "Jules Verne", vol. 28-29, traducere Coca Paula Iuliana, 620 pag., ISBN 978-606-539-174-1 și 978-606-539-175-8